# Niederburg
Niederburg település Németországban, Rajna-vidék-Pfalz tartományban. Lakosainak száma 659 fő (2023. december 31.). Niederburg Damscheid és Oberwesel községekkel határos.

## Népesség
A település népességének változása:
| Lakosok száma | 679  | 649  | 660  | 667  | 668  | 659  |
|               | 1975 | 2017 | 2019 | 2021 | 2022 | 2023 |